# C/1893 N1 Rordame-Quenisset
C/1893 N1 Rordame-Quenisset è una cometa non periodica che è stata scoperta ad occhio nudo.

## Storia della scoperta
Ufficialmente gli scopritori della cometa sono Alfred Rordame e Ferdinand Quénisset, in effetti è praticamente impossibile dire chi è il vero scopritore. Rordame fece la sua scoperta, ad occhio nudo, l'8 luglio da Garfield una località situata sulla riva meridionale del Salt Lake (Utah, Usa), Rordame descrisse la cometa come una stella nebulosa di 3a: ma altre due persone, James Miller e Charles Johnson, l'avrebbero osservata mezzora prima di Rordame da Alta, una città dello Iowa (Usa). Quénisset la scoprì il 9 luglio da Juvisy-sur-Orge (Île-de-France, Francia), ma quello stesso giorno la cometa sarebbe stata scoperta anche da altri, come il Sig. Filmer da Faversham (Kent, Inghilterra), dal Prof. Boss da Albany (esistono molte città con questo nome) e da altri ancora. A complicare le cose c'è osservazione fatta a Logrosán (Estremadura, Spagna) il 4 luglio da parte del Sig. Roso de Luna; quest'ultimo riportò la cometa come una stella sfocata di 4a. Infine venne fuori che un altro astrofilo, William. E. Sperra, osservò la cometa una dozzina di volte a partire dal 20 giugno, da Randolph, una località dell'Ohio, quindi ben prima di Rordame, Quenisset e chiunque altro: purtroppo Sperra ritenne che la cometa da lui osservata fosse la cometa periodica 15P/Finlay e quindi non rivendicò in tempo utile la scoperta della cometa che stava osservando per potergli dare il suo nome.